# イギリスの映画
イギリスの映画では、イギリスの映画について総合的に（たとえばイギリスの映画産業の構造、主な映画会社、制作システム、映画技術、映画プロデューサー、（イギリス出身の）映画監督、脚本家、俳優、制作作品数の統計、観客の統計 等々について）解説する。
イギリスにおける映画産業は、好景気と不況を繰り返してきた。業界の成功は色々な要素で測ることが可能だが、英国で製作された映画の数の推移（）は一つの指針となるであろう。
イギリスにおける映画産業の歴史は複雑で、様々な文化的要素が関連している。
イギリス映画はさまざまな意味でアメリカ映画、アメリカ映画界の影響を受けている。1910年代には好調であったが、1920年代にはアメリカ映画に押されて停滞する。1927年にイギリスの議会によって制定された法令（Cinematograph Films Act 1927）により映画産業は活性化され、1936年には英国映画史上最多の192本の作品が製作された。しかし急な発展が原因で、第二次世界大戦の間は再び不況に陥る。
戦後になって映画産業は回復し、アメリカ人投資家たちの働きもあって長い安定期に入る。しかし1970年代半ばに再び不況に陥り、1981年には英国映画史上で最も少ない24本の映画しか製作されなかった。1990年代以降は再び盛り返してきている。
世界各地の一般大衆にとっては、イギリス映画と言うとまず007シリーズ（イギリス諜報部員ジェームズ・ボンドが活躍する映画シリーズ）の知名度が圧倒的に高くこれはアクション映画であるが、一方『炎のランナー』のような秀作も多数ある（なお同作はイギリスの映画産業が最も低調であった1981年に製作された）。
イギリスの映画界はアルフレッド・ヒッチコック、クリストファー・ノーラン、リドリー・スコットなど一流の映画監督を誕生させた。

## 歴史

### 初期
フランスのリュミエール兄弟のシネマトグラフ・リュミエールは1896年に初めてロンドンで上映された。しかし、すでにイギリスでは1889年、発明家であるウィリアム・フリーズ・グリーンによって初めて活動写真が作られ、1890年に特許を取得している。このフィルムは初めて投影された動く画像として知られている。
イギリスにおいて初めて35mmフィルムのカメラを製作・使用したのはロバート・W・ポールとバート・エーカーズであった。彼らは初のイギリス映画"Incident at Clovelly Cottage"を1895年2月に撮影しているが、カメラの特許の件で仲違いをした。しばらくして Mitchell and Kenyon や Blackburn などの映画製作会社が興り、映画産業を牽引してゆく。1898年にはアメリカ人プロデューサーのチャールズ・アーバンがロンドンを拠点とした製作会社 Warwick Trading Company を設立、多くのドキュメンタリー映画やニュース映画を製作した。後に彼は自身の会社 Charles Urban Trading Company を興し、初期のカラー作品を多く手がけるようになる。

### 1930年代
1920年代の半ば、イギリスの映画はハリウッド映画との競争に敗れ始める。1914年にイギリスで上映された映画の25%はイギリス製だったが、1926年にはそれが5%にまで落ち込んだ。現地生産の推進のための法令 Cinematograph Films Act 1927 は、イギリス映画を上映するノルマを映画館に課すものであった。この法令によってイギリスで製作される映画作品の数は増えたが、ノルマに見合うだけの作品を急いで作らなければならなかったため、質の悪い作品を量産する結果ともなった。批評家たちの中には、映画産業の停滞はこの法令が原因であるとするものもいる。しかしながらマイケル・パウエルやアルフレッド・ヒッチコックなど、多くの映画製作者たちはこの時期に彼らの技術を磨いた。
サイレント期、観客達はさまざまな国からの映画を楽しむことが出来た。しかし、トーキーに入ってから、外国人俳優たちや強い訛りのある俳優たちは人気がなくなり、「フォーマル」な英語（容認発音） が求められるようになる。トーキーはアメリカ映画の人気を更に増す結果にもなった。
アルフレッド・ヒッチコックの『ヒッチコックのゆすり』（1929年）はイギリス最初のトーキー映画であるが、音の入った部分は一部であった。同年、全編トーキーの作品 "The Clue of the New Pin" が公開された。この作品はエドガー・ウォーレスの小説が原作で、ロンドン郊外のビーコンズフィールドのスタジオで製作された。初めてのオールカラーでトーキー（音なしで撮影され、後にサウンドトラックが追加された）の作品 "A Romance of Seville" も1929年に公開された。1930年、初のオールカラーなおかつ全編トーキーの作品 "Harmony Heaven" が公開された。
1930年代には記録映画作家ジョン・グリアソンが旗手となった新たな動きである The Documentary Film Movement （ドキュメンタリー映画運動）が起こる。グリアソンはドキュメンタリー映画をノン・フィクション映画と形容し、1936年にW・H・オーデンの詩を取り入れた重要な作品 "Night Mail" をプロデュースした。この運動の他の主要人物にはハンフリー・ジェニングス、ポール・ローサ、アルベルト・カヴァルカンティなどがいる。
この時期、イギリス映画界には新しい才能が台頭してきていた。アルフレッド・ヒッチコックはハリウッドに移る前に撮影したスリラー映画『暗殺者の家』（1934年）、『三十九夜』（1935年）、『バルカン超特急』（1938年）などでその地位を確立した。
また演芸場の影響を受けたコメディ映画が人気を博し、ジョージ・フォームビー、グレイシー・フィールズなど多くのコメディアン・俳優・歌手が現れた。
1930年代の主な作品の多くは、ハンガリーからの移民であったアレクサンダー・コルダの製作会社ロンドン・フィルム（London Films）によって製作された。1933年に、コルダはハリウッドのユナイテッド・アーティスツと提携し、数多くの作品を世に送り出した。その中には『来るべき世界』（1936年）、『鎧なき騎士』（1937年）、『四枚の羽根』（1939年）、『バグダッドの盗賊』（1940年）などがある。
1920年代後半から1930年代初期の好景気は、膨らむ支出や楽観的すぎる拡張のせいで、1937年に終焉を迎えた。1925年から1936年の間、640もの映画製作会社が設立されたが、1937年の時点で残っているのはたったの20であった。また、1927年に制定された法令 Cinematograph Films Act 1927 が更改された。 The replacement Cinematograph Films Act 1938 は、質の高い作品を作るよう、イギリスの映画製作会社に奨励金を与えるものであった。一つの結果として、アメリカの映画製作会社 メトロ・ゴールドウィン・メイヤーがイギリスのハートフォードシャーにスタジオ（MGM British）をかまえ、『響け凱歌』（1938年）、『チップス先生さようなら』（1939年）など多くのヒット作を生み出した。この結果はイギリス映画の発展に大きく貢献した。

### 第二次世界大戦
第二次世界大戦下で課された制限は、イギリス映画界に新しいエネルギーを吹き込む結果となった。 当初は低迷したが、次第にドキュメンタリー手法を用いたり、ドキュメンタリー作家たちがより現実的な作品を製作するようになり、大戦のイメージを良くするのに一役買っていった。よく知られている作品として『軍旗の下に』（1942年）、『最後の突撃』（1944年）などがある。大戦後期にはゲインズボロー・ピクチャーズ (Gainsborough Pictures) が『灰色の男』（1943年）や『妖婦』（1945年）など一連のメロドラマを製作、大いに人気を博した。こういった動きによってスチュワート・グレンジャーやマーガレット・ロックウッド、ジェームズ・メイソンなどの新しいスター達が生まれた。インデペンデント系製作会社のトゥー・シティズ・フィルムズ (Two Cities Films) もいくつかの重要な作品 – デヴィッド・リーンの『幸福なる種族』（1944年）や『陽気な幽霊』（1945年）、 ローレンス・オリヴィエの『ヘンリィ五世』（1944年）や『ハムレット』（1948年）を生み出した。 また戦時中はマイケル・パウエルとエメリック・プレスバーガーの協力関係の始まりにより、『潜水艦轟沈す』（1941年）、『老兵は死なず』（1943年） 、『カンタベリー物語』（1944年）など質の高い作品が生み出された。

### 戦後
1940年代の終わり、J・アーサー･ランクの設立したランク・オーガニゼイション（Rank Organisation）がイギリス映画界で力を付け始める。また、後にイギリス映画界の巨匠と呼ばれるような監督達も現れ始めた。
戦後のこの時期、 デヴィッド・リーンの『逢びき』（1945年）やチャールズ・ディケンズ原作の『大いなる遺産』（1946年）、『オリヴァ・ツイスト』（1948年）、キャロル・リードのスリラー『邪魔者は殺せ』（1947年）や『第三の男』（1949年）、マイケル・パウエルとエメリック・プレスバーガーの『天国への階段』（1946年）、『黒水仙』（1946年）、『赤い靴』（1948年）など特筆すべき作品が作られた。『赤い靴』のヒット（その年にアメリカで封切られた映画で最も成功を収めた）と、初めてアメリカ映画以外でアカデミー作品賞を受賞したローレンス・オリヴィエの『ハムレット』により、イギリス映画の地位はさらに向上した。一方、イーリング・スタジオは一連の良質なコメディ・シリーズを生み出していった。
1950年代、イギリスの映画産業は徐々に後退の兆しを見せ始める。製作会社はコメディや第二次世界大戦に関するドラマを製作しはじめる。戦争映画はしばしば実話を元に撮影され、戦時中に作られた戦争映画と同じように控えめなスタイルで作られた。この時期、ジョン・ミルズ、ジャック・ホーキンス、ケネス・モアなどのスターが現れ、『怒りの海』（1953年）、『暁の出撃』（1954年）、『コルディッツ物語』（1955年）、『殴り込み戦闘機隊』（1956年）などのヒットを飛ばした。
また、『聖トリニアン女学院』シリーズや1954年の "Doctor in the House" から始まる"ドクター"シリーズなどのコメディも人気を博した。ダーク・ボガード主演の"ドクター"シリーズはおそらく1950年代に最も人気のあった作品である。ボガードの役は後にマイケル・クレイグやレスリー・フィリップスに引き継がれ、シリーズは1970年代まで続いた。ランク・オーガニゼイションも1953年の『おかしなおかしな自動車競走』などのヒット・コメディを生み出した。
脚本・監督・プロデュースを手がけたジョンとロイのボールティング兄弟は "Private's Progress" （1956年）から始まるコメディ・シリーズを成功させた。また、イタリア人映画監督のマリオ・ザンピは『赤裸々な事実』（1957年）などのブラック・コメディをヒットさせた。
一方、コメディ『マダムと泥棒』（1955年）などを生み出したイーリング・スタジオは1958年に閉鎖され、スタジオ自体はBBCに引き継がれた。
1950年代の終わりにかけて検閲が緩和されてゆき、その結果製作されたハマー・フィルム・プロダクションのB級ホラー映画が広く人気を博した。 ナイジェル・ニールのBBCSFシリーズ『原子人間』（1955年）とその続編の『宇宙からの侵略生物』（1957年）に始まり、ハマーはカラーで『フランケンシュタインの逆襲』（1957年）、『吸血鬼ドラキュラ』（1958年）、『ミイラの幽霊』（1959年）等を次々ヒットさせ、その多くに主演したピーター・カッシングとクリストファー・リーが怪奇スターとして世界に知られた。これらヒット作の続編も次々と製作され、その後20年もの間、イギリス映画界にホラーブームを巻き起こした。ハマーだけでなくアミカス・プロダクションズ (Amicus Productions) やタイゴン・ブリティッシュ・フィルム・プロダクションズ (Tigon British Film Productions) なども多くのホラー映画を製作した。

### イギリス・ニュー・ウェイヴ
イギリス・ニュー・ウェイヴもしくは "Kitchen Sink Realism" という言葉は、1955年から1963年にかけてヒットした一群の作品を指して用いられる。 イギリス・ニュー・ウェイヴの作品は多くの場合、労働者階級の開放（『密の味』1961年）や、それまでタブーであった堕胎や同性愛といったテーマ（"The Leather Boys" 1964年）と関連付けられる。
ニュー・ウェイヴの監督たちは「フリー・シネマ」（Free Cinema）と呼ばれるドキュメンタリー映画運動に影響を受けていた。この動きは1950年代半ばに現れ、1956年にリンゼイ・アンダーソンによって「フリー・シネマ」と名付けられた。彼らは1950年代半ばから顕著になってきたAngry young menや、第二次大戦後の一般の人々の日々を映し出したドキュメンタリー映画からも影響を受けていた。
これらの映画は個人的で詩的、また想像力に富んだ音楽やナレーションの使い方が特徴であった。また、共感と尊敬をこめて一般の労働者階級に属する人々を描いてもいた。1956年のフリー・シネマに関する声明には次のような部分がある。「どんな映画も私的すぎることはない。そのイメージが自ら語るであろう。音声がそれを増幅し、付け加えるであろう。規模は無関係である。完璧な作品を作ることが目的ではない。姿勢がスタイルとなる。スタイルがその姿勢となる。」（"No film can be too personal. The image speaks. Sounds amplifies and comments. Size is irrelevant. Perfection is not an aim. An attitude means a style. A style means an attitude."）
この動きの主要なメンバーであったトニー・リチャードソン、カレル・ライス、リンゼイ・アンダーソンは映画雑誌 "Sequence" を発刊した。
後にボンド映画のプロデューサーを務める ハリー・サルツマン、ジョン・オズボーン、そしてトニー・リチャードソンは製作会社ウッドフォール・フィルムズ (Woodfall Films) を設立し、リチャードソンが舞台演出を手がけた作品の映画版『怒りを込めて振り返れ』や『寄席芸人』を製作した。この時期の他の重要な作品としては『土曜の夜と日曜の朝』（1960年）、『或る種の愛情』（1962年）、『孤独の報酬』（1963年）などがある。
トニー・リチャードソンの『トム・ジョーンズの華麗な冒険』のヒットの後、このグループのメンバーはそれぞれの道を歩みだすことになる。この動きはまた、アルバート・フィニー、アラン・ベイツ、リタ・トゥシンハム、 リチャード・ハリス、トム・コートネイなどをスターダムに押し上げた。

### 1960年代
1960年代、イギリスの映画スタジオは、性描写に対して自由な作品を生み出してゆき、国際市場で大きな成功をおさめた。これは『タイム』誌によってイメージ付けられたスウィンギン・ロンドンのイメージによるものも大きい。『ダーリング』（1965年）、『アルフィー』（1966年）、『ジョージー･ガール』（1966年）、『ナック』（1965年）などはその流れから出てきた作品である。また、『欲望』（1966年）、『反撥』（1964年）、その後の『恋する女たち』（1969年）などはセックスやヌード描写に関するタブーを破っていった。
同時期に、映画プロデューサーの ハリー・サルツマンとアルバート・R・ブロッコリは、セクシーでエキゾチックな舞台設定、ふんだんなアクションやユーモアを織り込んだジェームズ・ボンドシリーズを成功させた。最初のボンド映画『007 ドクター・ノオ』は1962年にイギリスとアメリカで大ヒット、続く『007 ロシアより愛をこめて』（1963年）は世界中でヒットした。3作目の『007 ゴールドフィンガー』（1964年）の頃には、このシリーズは世界的な現象にまでなり、『007 サンダーボール作戦』（1965年）はそれまで以上にヒットした。 ただし、007シリーズはユナイテッド・アーティスツが出資を行っており、実質的にはアメリカ映画である。
このシリーズの成功はスパイ映画ブームを生み出し、『殺しのエージェント』（1965年）、『唇からナイフ』（1966年）、またブルドッグ・ドラモンドのパロディである『キッスは殺しのサイン』（1967年）や『電撃!スパイ作戦』（1968年）などが製作された。ハリー・サルツマンはボンド映画とは別の、 レン・デイトンの小説を元にした、よりリアリティのあるスパイ映画シリーズを製作した。その中にはマイケル・ケインが眼鏡をかけたスパイ、ハリー・パーマーに扮した『国際諜報局』（1965年）、続く『パーマーの危機脱出』（1966年）、パーマー・シリーズ3作目の『10億ドルの頭脳』（1967年）、またジョン・ル・カレ原作の『寒い国から帰ってきたスパイ』（1965年）、『恐怖との遭遇』（1966年）などがある。
海外の映画製作者たちもイギリス映画に目を付け始めた。ポーランドの映画監督ロマン・ポランスキーは『反撥』（1965年）と『袋小路』（1966年）をロンドンとノーサンバーランドで撮影、イタリア人映画監督 ミケランジェロ・アントニオーニはデヴィッド・ヘミングスとヴァネッサ・レッドグレイヴ主演で『欲望』（1966年）を製作、またフランソワ・トリュフォーは、彼の作品の中では唯一フランス以外で製作されたSF映画『華氏451』（1966年）をイギリスで製作した。
それまでもアメリカ人映画監督たちはロンドンで仕事をすることが多々あったが、何人かの監督たちは本格的にイギリスに拠点を置くようになった。赤狩りの影響でアメリカを離れた ジョゼフ・ロージーも1960年代のイギリス映画界に大きな影響を残した。特に ハロルド・ピンターの脚本、ダーク・ボガード主演の『召使』（1963年）や『できごと』（1967年）は高い評価を得た。イギリスに拠点を置いた監督としては他にスタンリー・キューブリックやリチャード・レスターなどがいるが、リチャード・レスターは『ナック』（1965年）やビートルズ映画の『ビートルズがやって来るヤァ!ヤァ!ヤァ!』（1964年）、『ヘルプ!4人はアイドル』（1965年）を製作、これらの作品は後の多くのポップグループが、彼らのありのままの姿を描く映画を製作するきっかけとなった。スタンリー・キューブリックは1960年代初めにイングランドのハートフォードシャーに腰を据えた。SFチームはキューブリックの元に集まり、以後イギリス映画界に大きな足跡を残した『2001年宇宙の旅』（1968年）を作り上げた。
この時期に成功を収めた他の映画としては『アラビアのロレンス』（1962年）、『トム・ジョーンズの華麗な冒険』（1963年）、『ズール戦争』（1964年）、『素晴らしきヒコーキ野郎』（1965年）など様々なジャンルのものがある。それらの成功はアメリカのスタジオからイギリス映画への出資を引き出すようにもなった。『ベケット』（1964年）、『わが命つきるとも』（1966年）、『カーツーム』(1966) 、『遥かなる戦場』（1968年）などの大作や、比較的小規模で製作された『できごと』（1967年）や『恋する女たち』（1969年）は大きな成功を収めた。この10年の間、4本のイギリス映画がアカデミー作品賞を受賞した。
1960年代の終わりに向かうにつれ、社会的リアリズムの動きが再びイギリス映画に影響を当てるようになる。テレビ製作を手がけていたケン・ローチが『夜空に星のあるように』（1968年）や『ケス』（1969年）を監督したのもこの時期である。

### 1970年代
1970年代には、『1000日のアン』（1969年）、『空軍大戦略』（1969年）、ビリー・ワイルダーの『シャーロック・ホームズの冒険』（1970年）、デヴィッド・リーンの『ライアンの娘』（1970年）などのイギリス資本・アメリカ資本問わず、際立った作品が製作されていったが、1970年代はイギリスとアメリカ双方のスタジオにとって経済的に難しい時期となった。大規模プロダクションは依然力を持っていたが、しかしアメリカのプロダクションと比べると 旧式な部分もあった。この時代にヒットした作品にはアガサ・クリスティ原作の『オリエント急行殺人事件』（1974年）、『ナイル殺人事件』（1978年）やエドワード朝のドラマ『恋』（1971年）、アルフレッド・ヒッチコックの『フレンジー』（1972年）、ヴェネツィアを舞台にしたニコラス・ローグのスリラー映画『赤い影』（1973年）、マイク・ホッジス監督、マイケル・ケイン主演のギャング映画『狙撃者』（1971年）などがある。この時期、ルー・グレイドのテレビ製作会社ITCエンタテインメントが映画産業に乗り出したが、5年の間に数本の成功作と多くの失敗作を生む結果となった。他の際立った作品としてはリチャード・アッテンボローの『戦争と冒険』（1972年）や『遠すぎた橋』（1977年）がある。
1960年代のブリティッシュ・ホラー映画ブームは、ハマー・フィルムズ・プロダクションとアミカス・プロダクションがアメリカとの競争に直面し、結局ホラー映画から手を引いたため、1970年代半ばに終焉を迎えた。『悪魔のいけにえ』（1974年）のようなアメリカ製ホラー映画は、ハマー・プロダクションの吸血鬼映画を古臭く見せるだけの力を持っていた。それでも『吸血鬼ハンター』（1973年）や現在ではカルト映画となっている『ウィッカーマン』（1973年）などが製作されたが、ヒットしなかった。
ハマー・プロダクションを含め、いくつかの製作会社はテレビ・シリーズの制作に力を入れるようになり、そういったシリーズの映画化作品で成功を収めた。また、コメディといえば、1970年代に現れたモンティ・パイソンを忘れることは出来ない。テレビ・シリーズから出発した彼らの映画『モンティ・パイソン・アンド・ホーリー・グレイル』（1975年）と『ライフ・オブ・ブライアン』（1979年）は公開時に物議を醸したものの、それが幸いしてかヒットした。

検閲が緩和されたため、1970年代には物議を醸すような作品も現れた。そういった作品にはケン・ラッセルの『肉体の悪魔』（1971年）、サム・ペキンパーの『わらの犬』（1971年）、フランク・ロッダムの『さらば青春の光』（1979年）、キューブリックの『時計じかけのオレンジ』（1971年）がある。
ボンド映画は1974年の『007 黄金銃を持つ男』以外は、70年代を通じてヒットし続けていた。中でも税金対策のためフランスで撮影された1979年の『007 ムーンレイカー』は、シリーズで初めて全世界での興行収入が2億ドルを突破し、ボンド映画では10年以上この記録を塗り替えることは出来なかった。一方、いくつかのアメリカの製作会社が再びイギリスの撮影所を使用するようになり、『スター・ウォーズ エピソード4/新たなる希望』はハートフォードシャーのエルストリー・スタジオ (Elstree Studios) で、『スーパーマン』はバッキンガムシャーのパインウッド・スタジオ (Pinewood Studios) で、『エイリアン』はミドルセックスのシェパートン・スタジオ (Shepperton Studios) で撮影された。

### 1980年代
『スター・ウォーズ エピソード5/帝国の逆襲』や『スーパーマンII』といったアメリカ映画がイギリスで製作されてはいたものの、1980年代はイギリス映画界にとって最も不況の時期であった。1980年にはアメリカ等との合作も含めて前年の半数の31本の映画しか作られず、1914年以降最低の数となった。翌年その数は更に減り、24本の映画が製作されたのみであった。しかし、ゴールドクレスト・フィルムズ（およびプロデューサーのデヴィッド・パットナム）、チャンネル4、ハンドメイド・フィルムズ、マーチャント・アイヴォリー・プロダクションズなどの製作会社によって、イギリス映画は再びその勢いを盛り返してゆく。パットナムの元、ビル・フォーサイス（『ローカル・ヒーロー/夢に生きた男』1983年）、 ヒュー・ハドソン（『炎のランナー』1981年）、ローランド・ジョフィ（キリング・フィールド1984年）、アラン・パーカー（『ミッドナイト・エクスプレス』1978年）、リドリー・スコット（『デュエリスト/決闘者』1977年）などの才能のある監督たちが現れ始めた。
1982年、パットナムがプロデュースした『炎のランナー』がアカデミー賞4部門を受賞したとき、 原作者であり映画版の脚本も書いたコリン・ウェランドは "the British are coming!" （ポール・リヴィアの言葉を引用）と宣言した。翌年、『ガンジー』（ゴールドクレストの製作）がアカデミー作品賞を受賞した際、この言葉は更に真実味を帯びたものとなった。これらの作品の成功により、 デヴィッド・リーンの最後の映画『インドへの道』（1984年）やE・M・フォースター原作の『 眺めのいい部屋』（1986年）など、制作費のかかる作品も作られるようになっていった。しかし、その他のアメリカ市場を視野に入れた大規模予算の映画は失敗に終わり、パルム・ドールを受賞したものの興行的にふるわなかった『ミッション』などにより、ゴールドクレストは痛手を被った。また、多くの才能ある映画製作者がハリウッドに拠点を移してしまった。
ハンドメイド・フィルムズ（ジョージ・ハリスンがオーナーの一人）は『長く暑い週末』（1980年）や『ウィズネイルと僕』（1987年）などの作品を国際的にも成功させた。ハンドメイド・フィルムズは元々モンティ・パイソンの『ライフ・オブ・ブライアン』の製作のために設立されているため、モンティ・パイソンのメンバーがかかわった他の作品も手がけることになった。1980年代になってもモンティ・パイソンの影響は大きく、テリー・ギリアムのファンタジー映画『バンデットQ』（1981年）や『未来世紀ブラジル』（1985年）、またジョン・クリーズ出演の『ワンダとダイヤと優しい奴ら』（1988年）はヒットした。
テレビ製作会社のチャンネル4も映画製作に乗り出し、スティーヴン・フリアーズ（『マイ・ビューティフル・ランドレット』）やマイク・ニューウェル（『ダンス・ウィズ・ア・ストレンジャー』）などの監督を輩出した。また、アメリカで活動していたジョン・ブアマンはイギリスに戻り、『戦場の小さな天使たち』（1987年）を製作した。スティーヴン・ウーリーのパレス・ピクチャーズ (Palace Pictures) はニール・ジョーダンの『狼たちの血族』（1984年）や『モナリザ』（1986年）を成功させた。他の際立った作品としてはルイス・ギルバートの『リタと大学教授』（1983年）やピーター・イェーツの『ドレッサー』（1983年）がある。

### 1990年代
1989年にはイギリス映画界の不況は底に達した。しかし1990年代初め、観客動員数は徐々に増えてゆき、マーチャント・アイヴォリー・プロダクションの『ハワーズ・エンド』（1992年）や『日の名残り』（1993年）、リチャード・アッテンボローの『チャーリー』（1992年）や『永遠の愛に生きて』（1993年）、ニール・ジョーダンのスリラー『クライング・ゲーム』（1992年）など、何本かのヒット作品が生まれていった。『クライング・ゲーム』はイギリスではヒットしなかったが、アメリカではミラマックスが配給して人気を集めた。ミラマックスは他にもBBCが手がけたドラマ『魅せられて四月』（1992年）を配給した。『ヘンリー五世』（1989年）や『から騒ぎ』（1993年）など、ケネス・ブラナーのシェイクスピア映画も注目を集めた。
また、1994年の『英国万歳!』の成功により、未だに伝統的なコスチューム・ドラマに人気があることが明らかになり、続けて『いつか晴れた日に』（1995年）や『恋の闇 愛の光』（1995年）、『Emma エマ』（1996年）、『Queen Victoria 至上の恋』（1997年）、『鳩の翼』（1997年）、『恋におちたシェイクスピア』（1998年）、『トプシー・ターヴィー』（1999年）などが次々と公開された。アンソニー・ミンゲラの『イングリッシュ・ペイシェント』（1996年）を含め、これらの作品のいくつかはミラマックスが手がけた。厳密にはアメリカ資本の映画であるが、『イングリッシュ・ペイシェント』はアカデミー賞9部門を受賞し、イギリス映画界に名声をもたらした。
当初の予想に反して大ヒットしたリチャード・カーティス脚本の『フォー・ウェディング』（1994年）は世界中で2億4400万ドルの売上を記録し、その後イギリスが舞台のロマンティック・コメディ『スライディング・ドア』（1998年）や『ノッティングヒルの恋人』（1999年）が製作された。これらの作品を手がけたワーキング・タイトル・フィルムズ (Working Title Films) はイギリスで最も成功した製作会社の一つとなり、『ビーン』（1997年）、『エリザベス』（1998年）、『コレリ大尉のマンドリン』（2001年）などをリリースしていった。
コメディ映画への需要も大きくなり、『ブラス!』（1996年）や『フル・モンティ』（1997年）などがヒットした。特に『フル・モンティ』はイギリスの興行成績を塗り替えるほどの成功を収めた。$00万ドルの制作費で2億5700万ドルを売上を記録したスタジオは、小規模な関連会社を設立し、低予算で興行収入が見込めそうなプロジェクトを推し進めるようになった。
1990年代後半、新しいNational Lotteryからの公的資金が映画界に提供されるようになり、ちょっとした映画製作ブームが起こった。しかし多くの作品は失敗に終わった。そういった中にはガイ・リッチーのブラック・コメディ『ロック、ストック&トゥー・スモーキング・バレルズ』（1998年）と『スナッチ』（2000年）を真似したような作品もあった。
法的な理由で6年の間中断していたボンド映画の17作目『007 ゴールデンアイ』が公開された。いつも撮影に使用していたパインウッド・スタジオに空きがなかったため、ハートフォードシャーにあったロールス・ロイス社の工場跡地に新しくスタジオを設立した。
1990年半ば、再びアメリカの製作会社がイギリスで撮影するようになり、『インタビュー・ウィズ・ヴァンパイア』（1994年）、『ミッション・インポッシブル』（1996年）、『プライベート・ライアン』（1998年）、『スター・ウォーズ エピソード1/ファントム・メナス』（1999年）、『ハムナプトラ』（1999年）が製作された。また、フランス資本の『フィフス・エレメント』（1997年）もイギリスで製作されたが、当時はそれまでイギリスで製作された映画の中で最も予算のかかった作品と言われている。
1990年代、チャンネル4から資金提供を受けたマイク・リーは、現代のイギリスの労働者階級を描く『ネイキッド』（1993年）や『秘密と嘘』（1996年）を監督した。特に 『秘密と嘘』は高い評価を得て、カンヌ国際映画祭でパルム・ドールを受賞した。
また、脚本家・映画監督・プロデューサーとしてチームを組んだ ジョン・ホッジ、ダニー・ボイル、アンドリュー・マクドナルドの3人は『シャロウ・グレイブ』（1994年）と『トレインスポッティング』（1996年）を製作して成功を収めた。
また、1990年代にはウェールズ映画にも進展があった。1997年に制作された『カメレオン』は、ウェールズ語映画としては初めてイギリスで商業的に劇場公開された。1999年に公開されたヨアン・グリフィズ主演のウェールズ映画 "Solomon and Gaenor" は、第72回（1999年度）アカデミー賞にて外国語映画賞にノミネートされた。

### 2000年代
新しい世紀に入り、イギリスの映画産業は発展を続けている。多くのイギリス映画が世界中で観客を集め、ワーキング・タイトル・フィルムズ (Working Title Films) などの製作会社がアメリカのスタジオとの配給契約を交わすようになる。ワーキング・タイトルは成功を収めた3本の映画、2億5400万ドルの興行収入を得た『ブリジット・ジョーンズの日記』（2001年）、2億2800万ドルの興行収入を得た続編の『ブリジット・ジョーンズの日記 きれそうなわたしの12か月』、リチャード・カーティスの監督デビュー作となり、2億3900万ドルの売り上げを上げた『ラブ・アクチュアリー』（2003年）を製作した。また同時期、『ゴスフォード・パーク』（2001年）、『プライドと偏見』（2005年）、『ナイロビの蜂』（2005年）、『クイーン』（2006年）などのイギリス映画がヒットした。
アメリカ資本ではあるが、イギリスで撮影された『ハリー・ポッターシリーズ (Harry Potter) 』は、2001年の『ハリー・ポッターと賢者の石 (Harry Potter and the Philosopher's Stone) 』から始まり、大きな話題となる。デヴィッド・ヘイマンの製作会社ヘイデイ・フィルムズ (Heyday Films) は続編となる『ハリー・ポッターと秘密の部屋 (Harry Potter and the Chamber of Secrets) 』、『ハリー・ポッターとアズカバンの囚人 (Harry Potter and the Prisoner of Azkaban) 』、『ハリー・ポッターと炎のゴブレット (Harry Potter and the Goblet of Fire) 』、『ハリー・ポッターと不死鳥の騎士団 (Harry Potter and the Order of the Phoenix) 』、『ハリー・ポッターと謎のプリンス (Harry Potter and the Half-Blood Prince) 』、『ハリー・ポッターと死の秘宝 PART1 (Harry Potter and the Deathly Hallows – Part 1) 』、『ハリー・ポッターと死の秘宝 PART2 (Harry Potter and the Deathly Hallows – Part 2) 』を製作した。
『ウォレスとグルミット』シリーズを製作したニック・パークのアードマンは初の長編作『チキンラン』を2000年にリリースし、世界中で成功を収めた。長編2作目となる『ウォレスとグルミット 野菜畑で大ピンチ!』は、セッティングや構想、ユーモアもすべてイギリス風であったが、再び世界的にヒットを飛ばした。この作品はアメリカで5600万ドルの成績を上げ、イギリスでは3200万ポンドの売り上げ、2005年のアカデミー賞も受賞した。同じ年、ヴァンガード・アニメーションズ (Vanguard Animations) とイーリング・スタジオは共同で 、イギリスでは初の全編CGアニメ映画 "Valiant" を製作した。この作品にはユアン・マクレガー、リッキー・ジャーヴェイ、ジム・ブロードベントが声優として出演した。
また、2000年代に入って再びブリティッシュ・ホラーが復活の気配を見せ始めた。この流れはダニー・ボイルのヒット作『28日後…』（2002年）に始まり、『穴』、『ドッグ・ソルジャー』（2002年）、『ディセント』（2005年）、またホラー・コメディ『ショーン・オブ・ザ・デッド』などがある。
この時期、ポール・グリーングラス（『ブラディ・サンデー』、『ユナイテッド93』）、マイケル・ウィンターボトム（『24アワー・パーティ・ピープル』、『トリストラム・シャンディの生涯と意見』）、スティーブン・ダルドリー（『リトル・ダンサー』 - その年のイギリス映画の中で最も成功した作品）などの才能溢れる新しい映画監督たちも現れた。
すでに高い評価を得ていた監督たちも、2000年代前半に多くの作品を制作している。2004年、マイク・リーは1950年代のロンドンを舞台に、二重生活を送る主婦を描いた『ヴェラ・ドレイク』を監督し、この作品でヴェネツィア国際映画祭金熊賞を受賞した。スティーヴン・フリアーズは『堕天使のパスポート』（ロンドンで働く不法滞在移民を描いた）、『ヘンダーソン夫人の贈り物』（第二次世界大戦中のウィンドミル劇場が舞台）、『クィーン』（ダイアナ妃の死去を巡る英国王室を描いた）の3作を監督した。また、2006年にはケン・ローチがアイルランド独立を描いた『麦の穂をゆらす風』を監督、パルム・ドールを受賞した。
長年ニューヨークで映画製作を続けてきたウディ・アレンは2005年、イギリス人俳優を起用し、BBCフィルムズから資金提供を得て『マッチポイント』を全編ロンドンで撮影した。
近年、オーストラリアや東ヨーロッパ（特にチェコ）のスタジオとの競争が激しくなっているが、パインウッド・スタジオ、シェパートン・スタジオ、リーヴェスデン・スタジオなどで、『ネバーランド』、『Vフォー・ヴェンデッタ』、『クローサー』、『ハムナプトラ2/黄金のピラミッド』、『トロイ』、『チャーリーとチョコレート工場』、『ティム・バートンのコープスブライド』などのヒット作が製作されている。
現在、映画産業はイギリス経済にとって重要な位置を占めているといえる。UKフィルム・カウンシルによると、2006年の1年間で8億40.10万ポンドが映画製作のため、イギリスで使われたという。
2006年にはダニエル・クレイグがジェームズ・ボンドに選ばれ、21本目のボンド映画である『007 カジノ・ロワイヤル』に出演した。この作品は英国アカデミー賞にノミネートされるなど、高い評価を得た。
また、キャサリン・ゼタ＝ジョーンズ、クライヴ・オーウェン、レイチェル・ワイズ、ポール・ベタニー、ケイト・ウィンスレット、ユアン・マクレガー、ヒュー・グラント、ジュード・ロウ、キーラ・ナイトレイ、 レイフ・ファインズ、オーランド・ブルームなど、比較的若い世代のイギリス人俳優たちは国際的に活躍している。

## 民族・文化に関連した映画
アフリカ系イギリス人やアジア系イギリス人の文化は、イギリス社会で目立ってきたものの、1980年代まではイギリス映画に表立って現れることはなかった。この分野でのパイオニアに1970年代から活動していたHorace Ovéがいるが、1980年代に入って新しい才能が現れ、"Burning an Illusion"（1981年）、"Majdhar"（1985年）、"Ping Pong"（1986年）などの作品を生み出していった。これらの多くは、新しく開局したチャンネル4（マイノリティの視聴者も意識していた）の後ろ盾を得ていた。この流れで初めて商業的に成功したのは『マイ・ビューティフル・ランドレット』（1985年）である。人種と同性愛に関連したこの作品は、作家のハニフ・クレイシのキャリアのスタートともなった。
この時期、『ガンジー』（1982年）、『熱砂の日 (Heat and Dust) 』（1983年）、『遠い夜明け』（1987年）などの公開によって変化が見られはじめたが、直接的な仕方でアフリカ系イギリス人やアジア系イギリス人のテーマに触れる作品はめったになかった。例えば、実際のノッティング・ヒルは多くのカリブ系イギリス人が住んでいるにもかかわらず、 ヒットした『ノッティングヒルの恋人』（1999年）には黒人はほとんど出てこない。
21世紀に入り、アジア系のイギリス映画（『ぼくの国、パパの国』や『ベッカムに恋して』など）が商業的に成功するようになる。また、ロビー・ギーやナオミ・ハリスなど、アフリカやアジアにバックグラウンドを持つイギリス人俳優が『アンダーワールド』や『28日後…』といった大作に出演するようになってきている。